# Мочари
Моча́ри (пол. Moczary) — село в Польщі, у гміні Устрики-Долішні Бещадського повіту Підкарпатського воєводства. Колишнє бойківське село. Населення — 291 особа (2011).

## Розташування
Село знаходиться за 8 км на південний схід від адміністративного центру ґміни Устрик-Долішніх і за 87 км на південний схід від адміністративного центру воєводства Ряшева, за 3 км від державного кордону з Україною.

## Історія
Перша згадка про село в документі 1618 року, але вже в 1629 році місцевість була спустошена від набігів розбійників з угорської сторони. Згодом знову відновлене. Село належало до Перемишльської землі Руського воєводства.
У 1772—1918 рр. село було у складі Австро-Угорської монархії, у провінції Королівство Галичини та Володимирії. Відповідно до Австрійських кадастрових записів у 1787 році в селі проживали такі родини (за прізвищами): Баран (2 родини), Бідник (2 родини), Богачук (2 родини), Бохенко (5 родин), Гомжа, Гопчак, Густепяк, Зозуляк (3 родини), Клок (3 родини), Коваль, Копчушак (4 родини), Корбаль (2 родини), Космик, Коцур, Лешко, Макар (2 родини), Маляр, Мисковський, Мороховський, Ридош, Слабий (2 родини), Слютий, Федорищак, Чудин, Швець, Шевчик, Шпиляк (3 родини).
У 1919—1939 рр. — у складі Польщі. Село належало до Ліського повіту Львівського воєводства, у 1934—1939 рр. входило до складу ґміни Устрики-Долішні. На 01.01.1939 в селі було 720 жителів, з них 670 українців-грекокатоликів, 10 українців-римокатоликів і 40 євреїв.
З 1939 до 1951 село відносилось до Нижньо-Устрицького району Дрогобицької області. В рамках договору обміну територіями 1951 року все українське населення насильно переселено.
У 1975—1998 роках село належало до Кросненського воєводства.

## Демографія
Демографічна структура станом на 31 березня 2011 року:
|          | Загалом | Допрацездатний вік | Працездатний вік | Постпрацездатний вік |
| -------- | ------- | ------------------ | ---------------- | -------------------- |
| Чоловіки | 148     | 18                 | 98               | 32                   |
| Жінки    | 143     | 18                 | 71               | 54                   |
| Разом    | 291     | 36                 | 169              | 86                   |

У 1785 році селу належало 6,79 км² землі і проживало 335 греко-католиків, 9 римо-католиків і 8 юдеїв.
1840 — 492 греко-католика
1859 — 340 греко-католиків
1879 — 410 греко-католиків
1899 — 368 греко-католиків
1926 — 600 греко-католиків
1936 — 658 греко-католиків

## Церква Перенесення Мощей св. О. Миколая
У селі в 1754 році була побудована греко-католицька церква. В 1939 році на місці старої церкви була збудована нова, яка збереглася донині.
Була філіяльною, належала до парафії Ялове Устрицького деканату Перемишльської єпархії УГКЦ.
Після виселення українців церква використовувалася грецькими емігрантами під склад, була понищена, далі — пустувала, поки в 1991 р. не пристосована під костел.
Церкву внесено до загальнодержавного реєстру пам'ятників історії.